# 칼소트
칼소트(카탈루냐어: calçot [kəlˈsɔt])는 부추속의 재배종 식물이다. 종은 양파에 속하지만 생긴것은 대파처럼 생겼다. 카탈루냐에서 주로 재배하며, 타라고나 주에서 주로 소비된다. 칼소타다라는 이름의 파구이가 유명하다.

## 사진 갤러리

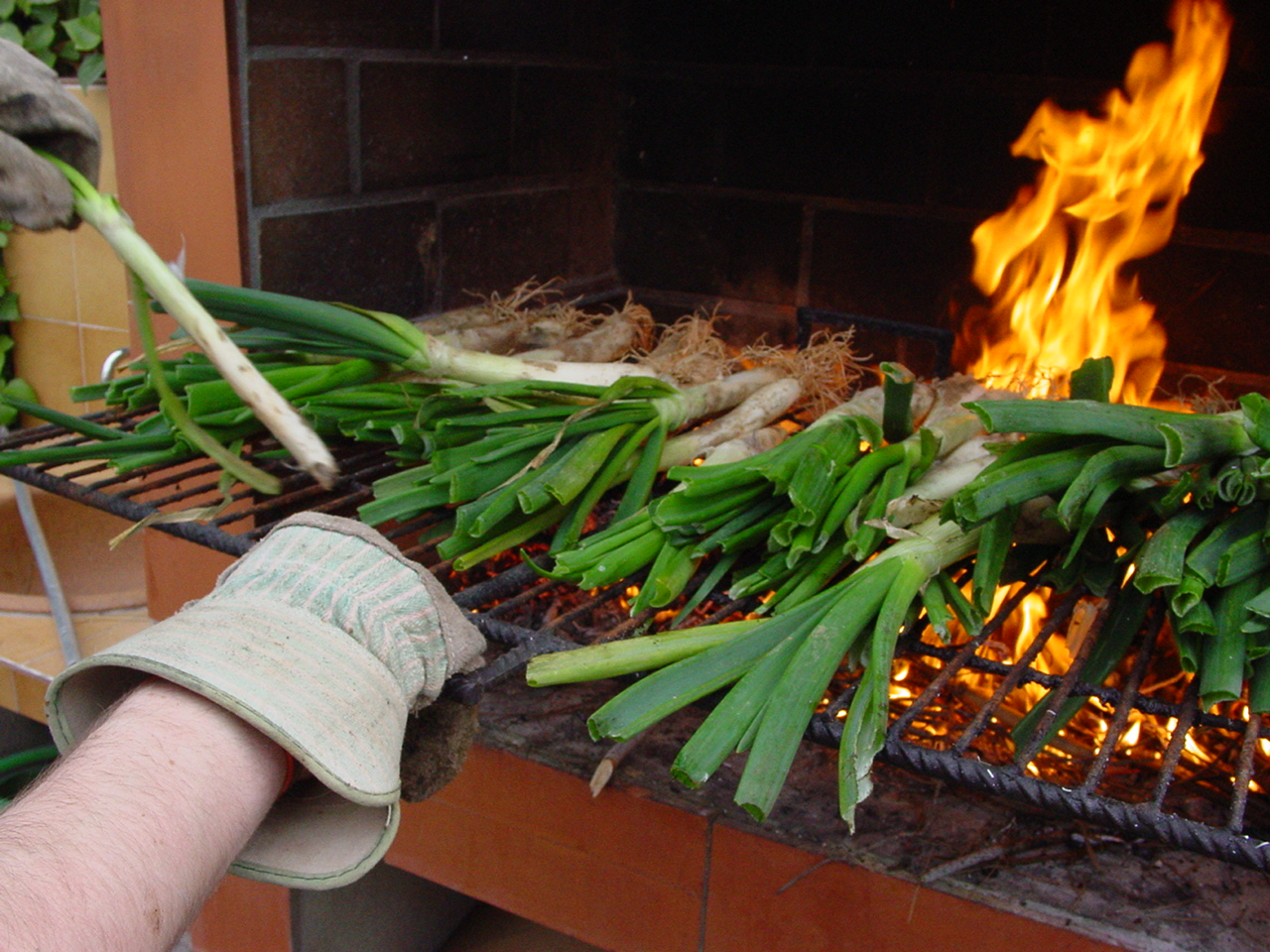
칼소타다

## 같이 보기
- 대파
- 리크
- 칼소타다